# Edmund Sowiński
Edmund Sowiński (ur. 1921, zm. ?) – polski bokser, reprezentant Polski.
Z pięściarstwem zapoznał się w 1938 roku, w klubie Sokół Bydgoszcz, w którym walczył do wybuchu II wojny światowej. Po zakończeniu działań wojennych, swoją karierę kontynuował w klubie Zjednoczeni Bydgoszcz, w którym pozostał do zakończenia swoich występów ringowych.
W latach 1946–1947 dwukrotnie wystąpił w reprezentacji Polski odnosząc w debiucie zwycięstwo, a w drugim pojedynku odnotował przegraną, będąc zawodnikiem kategorii lekkiej.